# Luismi Quezada
Luis Miguel Quezada Sánchez (Madrid, España, 11 de febrero de 1996), más conocido como Luismi Quezada, es un futbolista hispano-dominicano, que puede desenvolverse con facilidad tanto de interior como de lateral por la izquierda. Juega en las filas del Cibao Fútbol Club de la Liga Dominicana de Fútbol. Es internacional absoluto con la selección de la República Dominicana.

## Trayectoria
Se inició como benjamín en los clubes San Sebastián de los Reyes y Santa Ana y en 2006 entró a formar parte de las categorías inferiores del Real Madrid. Formado en la cantera del club blanco, Quezada es considerado un futbolista polivalente y que se ganó un hueco en la cantera del Real Madrid a base de demostrar su buen fútbol. 
En 2015, saltó del primer Juvenil del Real Madrid para incorporarse a préstamo hasta el final de la temporada 2015-16 a la UE Olot.
El 28 de noviembre de 2017 debutó con el Real Madrid en un partido de Copa del Rey ante el Club de Fútbol Fuenlabrada.
Sería nuevamente cedido en la temporada 2018-19, esta vez al Córdoba Club de Fútbol de la Segunda División de España.
En la temporada 2019-20, firma por el Cádiz C. F. de la Segunda División de España, con el que disputa cuatro partidos de liga y dos de Copa del Rey, logrando el ascenso a la Primera División.
Durante la primera vuelta de la temporada 2020-21, formaría parte de la plantilla del Cádiz C. F. en la Primera División de España. En enero de 2021, rescinde su contrato con el conjunto andaluz tras no llegar a jugar ningún partido por una grave lesión.
Tras comenzar la temporada 2021-22 sin club, en febrero de 2022 firma por el FK Surkhon Termez de la Super Liga de Uzbekistán.
El 7 de enero de 2023, firma por el Tokushima Vortis de la J2 League, en el que jugaría hasta febrero de 2024.
El 14 de febrero de 2024, firma por el Cibao Fútbol Club de la Liga Dominicana de Fútbol.

## Carrera internacional
Es internacional absoluto con la selección de fútbol de la República Dominicana. También participó en las selecciones sub-17 y sub-20 del país caribeño.

## Estadísticas
Actualizado al último partido disputado el 11 de enero de 2020.
| Real Madrid C. F. "C" · España       | 3.ª           | 2014-15       | 1   | 0  | — | — | — | — | 1   | 0  |
| Real Madrid C. F. "C" · España       | Total club    | Total club    | 1   | 0  | 0 | 0 | 0 | 0 | 1   | 0  |
| U. E. Olot · España                  | 2.ª B         | 2015-16       | 34  | 0  | — | — | — | — | 34  | 0  |
| U. E. Olot · España                  | Total club    | Total club    | 34  | 0  | 0 | 0 | 0 | 0 | 34  | 0  |
| Real Madrid Castilla C. F. · España  | 2.ª B         | 2016-17       | 25  | 4  | — | — | — | — | 25  | 4  |
| Real Madrid Castilla C. F. · España  | 2.ª B         | 2017-18       | 36  | 6  | — | — | — | — | 36  | 6  |
| Real Madrid Castilla C. F. · España  | Total club    | Total club    | 61  | 10 | 0 | 0 | 0 | 0 | 61  | 10 |
| Real Madrid C. F. · España           | 1.ª           | 2017-18       | 0   | 0  | 1 | 0 | 0 | 0 | 1   | 0  |
| Real Madrid C. F. · España           | Total club    | Total club    | 0   | 0  | 1 | 0 | 0 | 0 | 1   | 0  |
| Córdoba C. F. · España               | 2.ª           | 2018-19       | 14  | 0  | 2 | 0 | — | — | 16  | 0  |
| Córdoba C. F. · España               | Total club    | Total club    | 14  | 0  | 2 | 0 | 0 | 0 | 16  | 0  |
| Cádiz C. F. · España                 | 2.ª           | 2019-20       | 4   | 0  | 2 | 0 | — | — | 6   | 0  |
| Cádiz C. F. · España                 | 1.ª           | 2020-21       | 0   | 0  | 0 | 0 | — | — | 0   | 0  |
| Cádiz C. F. · España                 | Total club    | Total club    | 4   | 0  | 2 | 0 | 0 | 0 | 6   | 0  |
| Total carrera                        | Total carrera | Total carrera | 114 | 10 | 5 | 0 | 0 | 0 | 119 | 10 |
| (1) Incluye datos de la Copa del Rey |               |               |     |    |   |   |   |   |     |    |

## Palmarés

### Títulos nacionales
| Título                    | Club              | Año  |
| ------------------------- | ----------------- | ---- |
| Supercopa de España       | Real Madrid C. F. | 2017 |
| Liga Dominicana de Fútbol | Cibao F. C.       | 2024 |

### Títulos internacionales
| Título                            | Club              | Año       |
| --------------------------------- | ----------------- | --------- |
| Liga de Campeones de la UEFA      | Real Madrid C. F. | 2017-2018 |
| Supercopa de Europa               | Real Madrid C. F. | 2017      |
| Copa Mundial de Clubes de la FIFA | Real Madrid C. F. | 2017      |